# Monarquias na América

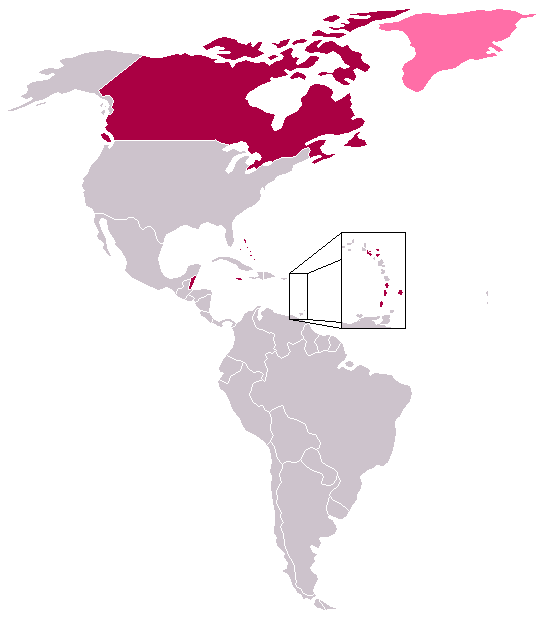
Monarquias americanas
Monarquias não americanas
Países com pretendentes, com as modernas fronteiras e as históricas respectivamente no reclame dos Tronos

Coroa de Santo Eduardo, embora, na verdade, uma parte das Jóias da Coroa Britânica, é usada na heráldica dos Estados Americanos que fazem parte dos Reinos da Commonwealth.

Atualmente há 12 monarquias nas Américas (que se autogovernam; Estados e territórios que têm um monarca como chefe de Estado). Cada Estado é uma monarquia constitucional, em que o soberano herda de seu cargo, geralmente mantendo-o até a morte ou que abdique, e está vinculada por leis e costumes no exercício de seus poderes. Nove dessas monarquias compartilham Carlos III como monarca, e fazem parte de uma rede global de agrupamento conhecido como Reinos da Commonwealth, enquanto os três restantes são dependências das monarquias Europeias. Como tal, nenhuma das monarquias nas Américas tem um monarca que resida permanentemente.
Essas Coroas continuam a história da monarquia nas Américas, que remonta a antes da colonização europeia. Tanto tribais e até as mais complexas sociedades pré-Colombiana existiam sob formas de governo monárquico, com alguns se expandindo e formaram vastos impérios com uma figura central de rei, enquanto outros fizeram eram uma coleção descentralizada de tribos sob um chefe hereditário. Nenhuma das monarquias contemporâneas, no entanto, são descendentes daqueles sistemas pré-colonia, em vez disso, ter suas raízes históricas, ou ainda ser parte das atuais monarquias europeias, que estenderam suas fronteiras até o outro lado do Oceano Atlântico, a partir da segunda metade do século XIV.
A partir dessa data, através da Era das Descobertas, a colonização europeia trouxe o extenso território americano para o controle dos monarcas da Europa, embora a maioria dessas colônias, posteriormente, conseguissem a independência de seus governantes. Alguns o fizeram pelo conflito armado com a terra mãe, como na Revolução Americana e as Guerras de independência América Hispânica, geralmente cortando todos os laços com as ex-metrópoles no processo. Outros receberam sua plena soberania por caminhos legislativos, tais como a patriação ('patriation') do Canadá em sua constituição, a partir do Reino Unido. Um certo número de ex-colônias tornaram-se repúblicas imediatamente após atingir a auto-governação. O restante continuou com endêmicas monarquias constitucionais — nos casos do México, Brasil e Haiti — com seus próprios monarcas residentes e, por lugares como o Canadá e alguns estados insulares do Caribe, a partilha de seu monarca com a seu ex-metrópole, o mais recentemente criado, sendo São Cristóvão e Neves, em 1983.

## Atuais monarquias
Enquanto o monarca de cada uma das monarquias americanas reside predominantemente na Europa, todos os Estados são soberanos, e, portanto, têm diferentes governantes em suas respectivas capitais, com o "monarca" no dia a dia nas funções cerimoniais e governamentais são, em geral, realizados por um local devidamente indicado, o vice-rei.

### Monarquias americanas

Os atuais monarcas americanos
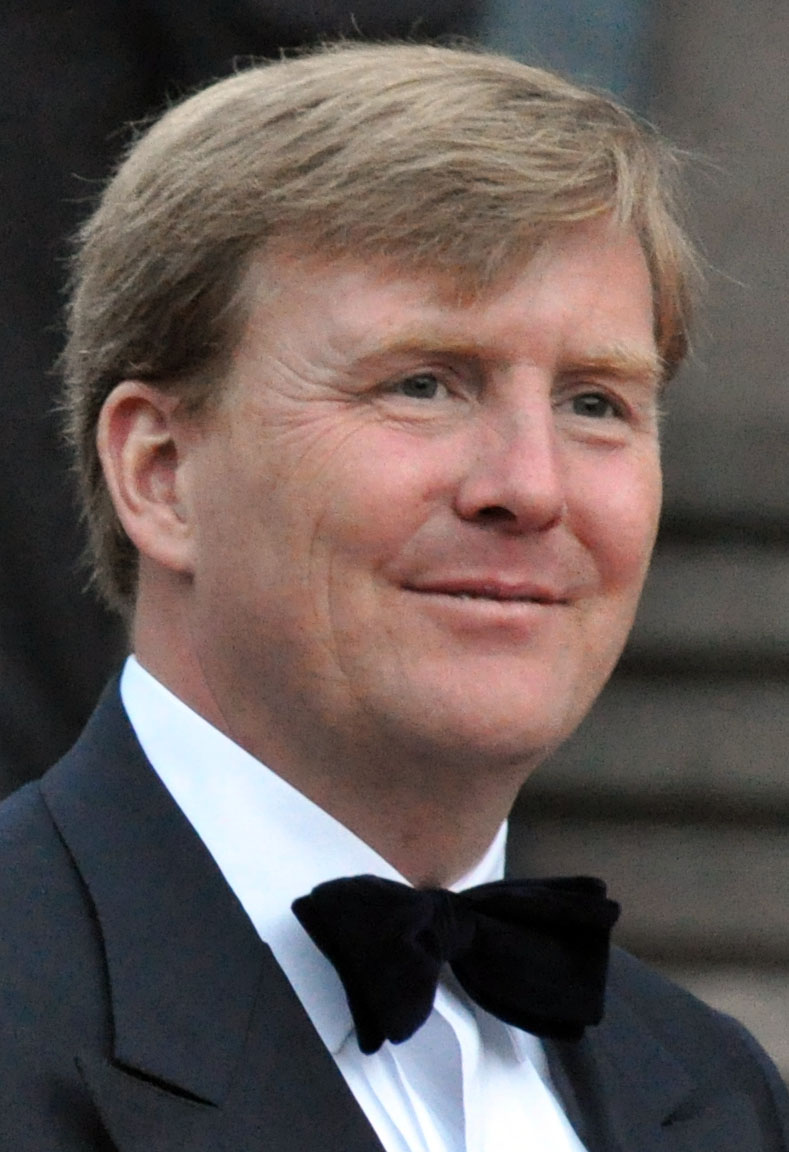
Guilherme Alexandre
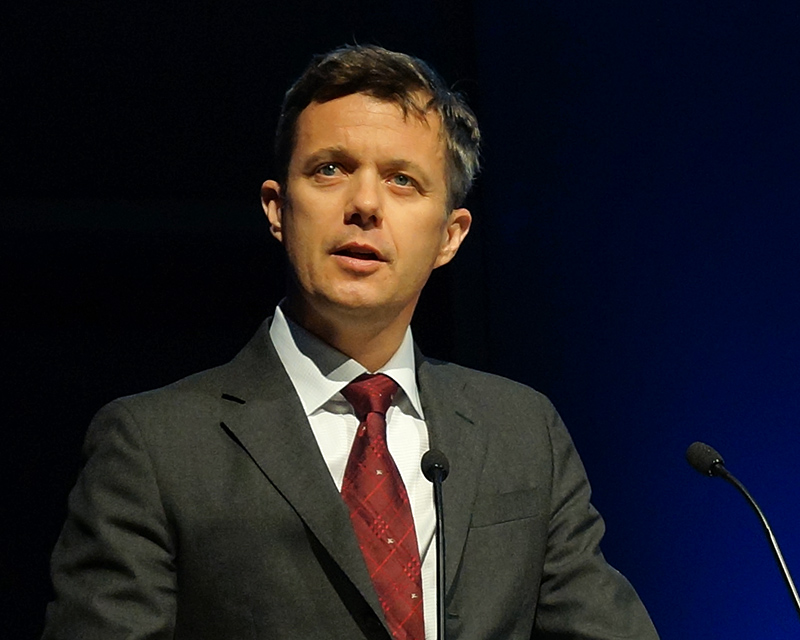
Frederico X
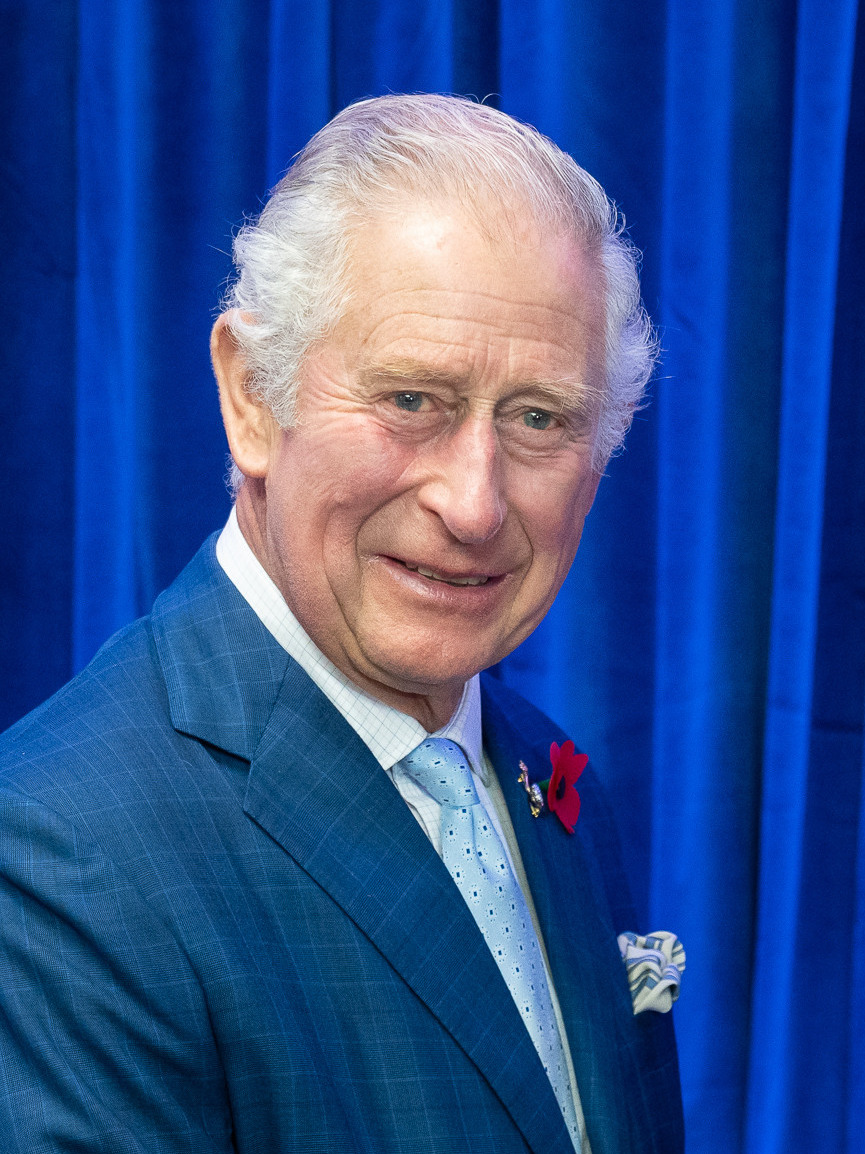
Carlos III do Reino Unido

Enquanto o monarca de cada uma das monarquias americanas reside predominantemente na Europa, todos os Estados são soberanos, e, portanto, têm diferentes governantes em suas respectivas capitais, com o "monarca" no dia a dia nas funções cerimoniais e governamentais e, em geral, realizados por um local devidamente indicado, o vice-rei.

#### Antígua e Barbuda
A monarquia de Antígua e Barbuda tem suas raízes na monarquia espanhola, sob a autoridade de que a ilha foi colonizada no final do século XV, e, mais tarde, passou a Monarquia Britânica, como uma colônia da Coroa. Em 1 de novembro de 1981, o país obteve a independência do Reino Unido. Carlos III como monarca de Antígua e Barbuda é representado no país pelo Governador-Geral de Antígua e Barbuda, Senhor Rodney Williams.
Isabel II e seu consorte, o Príncipe Filípe, Duque de Edimburgo, incluíram Antígua e Barbuda em 1966 no tour pelo Caribe, e, novamente, no tour do Jubileu de Prata da Rainha em outubro de 1977. Isabel II voltou mais uma vez em 1985. Para o país no 25º aniversário da independência, em 30 de outubro de 2006, o Príncipe Edward, duque de Edimburgo, inaugurou no país o novo edifício do Parlamento, e leu uma mensagem de sua mãe, a Rainha. SAR, O Duque de York, visitou Antígua e Barbuda, em janeiro de 2001.

#### Bahamas
A Monarquia de Bahamas tem suas raízes na Monarquia Espanhola, sob a autoridade do que a ilha foi colonizada no final do século XV, e, mais tarde, passou a Monarquia Britânica, como uma Colônia da Coroa, depois de 1717. Em 10 de julho de 1973, o país obteve a independência do Reino Unido, mantendo a então monarca reinante, Isabel II, como monarca de Bahamas. Carlos III é representado no país pelo Governador-Geral das Bahamas. Dama Marguerite Pindling.

#### Belize
Belize foi, até o século XV, uma parte do Império Maia, contendo pequenos Estados dirigido por um hereditário governante conhecido como um ajaw (mais tarde k'uhul ajaw).[N 1] A presente Monarquia de Belize tem suas raízes na Monarquia Espanhola, sob a autoridade de que a área foi colonizada no século XVI, e, mais tarde, foi para a Monarquia Britânica, como uma Colônia da Coroa. Em 21 de setembro de 1981, o país conquistou sua independência do Reino Unido, mantendo a então monarca reinante, Isabel II, como monarca da recém-formada da Monarquia de Belize. Carlos III é representado no país pelo Governador-Geral de Belize, Sir Colville Jovens.

#### Canadá

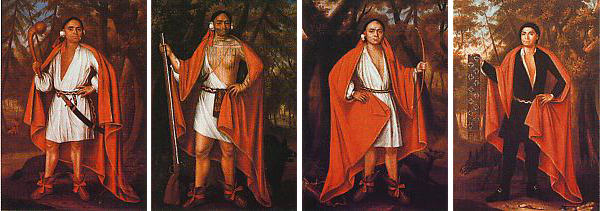
Pintura dos Quatro Reis Moicano, feito durante a sua visita a Rainha Ana em 1710

Os povos aborígenes do Canadá tinham um sistema de governança, organizados em uma forma similar ao conceito ocidental de monarquia; exploradores Europeus muitas vezes referiam os líderes hereditários das tribos como reis. A presente Monarquia do Canadá tem suas raízes nas monarquias francesa e inglesa, sob a autoridade do que a área foi colonizada em nos séculos XVI e XVIII, e, mais tarde, foi à Monarquia Britânica. O país tornou-se um autogovernado com a confederação em 1 de julho de 1867, reconhecido como um Reino em seu próprio direito, mas não com total autonomia legislativa em relação a Coroa Britânica, até a passagem do Estatuto de Westminster, em 11 de dezembro de 1931, de mantendo o monarca reinante, George V, como monarca da recém-formada da Monarquia do Canadá. Carlos III é representado no país pelo Governador Geral do Canadá, David Johnston, e em cada uma das províncias por um vice-governador.

#### Granada
A Monarquia de Granada tem suas raízes na Monarquia francesa, sob a autoridade de que a ilha foi colonizada em meados do século XVII, e, mais tarde, foi para os ingleses e, em seguida, para a Monarquia Britânica, como uma Colônia da coroa. Em 7 de fevereiro de 1974, o país obteve a independência do Reino Unido, mantendo a então monarca reinante, Isabel II, como monarca da recém-criada Monarquia de Granada. Carlos III é representado no país pelo Governador-Geral de Granada, atualmente Dama Cécile La Granada.

#### Jamaica
A monarquia da Jamaica tem suas raízes na Monarquia Espanhola, sob a autoridade do que a ilha foi colonizada no final do século XVI, e, mais tarde, foi para a inglesa e, em seguida, para a Monarquia Britânica, como uma Colônia da coroa. Em 6 de agosto de 1962, o país conquistou sua independência do Reino Unido, mantendo a então monarca reinante, Isabel II, como monarca da Jamaica. Carlos III é representado no país pelo Governador-Geral da Jamaica, Sir Patrick Allen.
A ex-Primeira-Ministra da Jamaica, Portia Simpson-Miller tinha manifestado intenção de supervisionar o processo necessário para alterar a Jamaica para uma república de 2012; ela originalmente foi dito, isso seria concluída em agosto do mesmo ano. Em 2003, o ex-Primeiro-Ministro P. J. Patterson, defendeu a tomada de Jamaica em uma república em 2007.

#### São Cristóvão e Neves
A monarquia de São Cristóvão e Neves tem suas raízes, em monarquias inglesa e francesa, sob a autoridade do que a ilha foi colonizada no início do século XVII, e, mais tarde, foi para a Monarquia Britânica, como uma Colônia da coroa. Em 10 de junho de 1973, o país obteve a independência do Reino Unido, mantendo a então monarca reinante, Isabel II, como monarca da recém-criada Monarquia de São Cristóvão e Neves. Carlos III é representado no país pelo Governador-Geral, atualmente Sir Tapley Seaton.

#### Santa Lúcia
Os Caribes, que ocuparam a ilha de Santa Lúcia, no período pré-Colombiano tinha uma sociedade complexa, com hereditários reis e xamãs. A presente monarquia tem suas raízes nas monarquias holandesa, francesa, inglesa, sob a autoridade do que a ilha foi colonizada em 1605, e, mais tarde, passou à Monarquia Britânica, como uma Colônia da Coroa. Em 22 de fevereiro de 1979, o país conquistou sua independência do Reino Unido, mantendo a então monarca reinante, Isabel II, como monarca da recém-criada Monarquia de Santa Lúcia.Carlos III é representado no país pelo Governador-Geral, atualmente Dama Pearlette Louisy.

#### São Vicente e Granadinas
A presente Monarquia de são Vicente e Granadinas tem suas raízes na monarquia francesa, sob a autoridade do que a ilha foi colonizado, em 1719, e, mais tarde, passou à Monarquia Britânica, como uma Colônia da Coroa. Em 27 de outubro de 1979, o país conquistou sua independência do Reino Unido, mantendo a então monarca reinante, Isabel II, como monarca da recém-criada Monarquia de são Vicente e Granadinas.Carlos III é representado no país pelo Governador-Geral de Vicente e Granadinas, atualmente Sir Frederick Ballantyne.

### Monarquias estabelecidas

#### Dinamarca
A Gronelândia é um dos três países constituintes do Reino da Dinamarca, com o rei Frederico X como o soberano reinante. O território passou a ter um governo monárquico em 1261, quando a população aceitou o Senhorio do Rei da Noruega; por 1360; a Noruega tinha entrado em uma união pessoal com o Reino da Dinamarca, que se tornou com a união dos Reinos em Dinamarca–Noruega em 1536. Após a dissolução deste acordo, em 1814, a Groenlândia permaneceu como uma colônia dinamarquesa, e, depois de seu papel na II Guerra Mundial, foi concedido um estatuto especial dentro do Reino da Dinamarca, em 1953. Carlos III é representado no território, pelo Rigsombudsmand (Alto Comissário), Mikaela Engell.

#### Países Baixos
Aruba, Curaçao e São Martinho são países constituintes do Reino dos Países Baixos, e, assim, têm o Rei Willem-Alexander como seu soberano, bem como as restantes ilhas que formam o Caribe Holandeses. Aruba foi fundada sob a autoridade da Coroa espanhola, por volta de 1499, mas foi adquirida pelos holandeses em 1634, cujo controle sobre a ilha manteve-se, ressalvado um intervalo entre 1805 e 1816, quando Aruba foi capturada pela Marinha Real do Rei George III. A ex-Antilhas Holandesas foram originalmente descoberto por exploradores enviados na década de 1490 pelo Rei da Espanha, mas eventualmente foram conquistados pela Companhia holandesa das índias ocidentais, no século XVII, após isso as ilhas permaneceram sob o controle da Coroa holandesa como territórios coloniais. As Antilhas Holandesas alcançaram o status de um país autônomo dentro do Reino dos Países Baixos, em 1954, a partir do qual Aruba foi dividida em 1986 como um país constituinte a mais no Reino. As ex-Antilhas Holandesasforam novamente divididas em três áreas, em 2010. O monarca é representado em cada região, pelo Governador de Aruba, Alfonso Boekhoudt, o Governador de Curaçao, Frits Goedgedrag, e o Governador de Sint Maarten, Eugene Férias.

#### Reino Unido
A Coroa Britânica possui um grande número de territórios ultramarinos nas Américas, para quem Carlos III é monarca. Na América do Norte são Anguilla, Bermudas, Ilhas Virgens Britânicas, Ilhas Caimão, Monserrate, e as ilhas Turks e Caicós Ilhas Virgens Britânicas, enquanto as Ilhas Malvinas, Geórgia do Sul e as Ilhas Sanduiche do Sul estão localizados na América do Sul. As ilhas do Caribe, sob a autoridade ou a instrução direta de uma série de Monarcas Europeus, principalmente os ingleses, holandeses ou espanhóis, durante a primeira metade do século XVII. Por volta de 1681, no entanto, quando as ilhas Turks e Caicós foram conquistadas pelos britânicos, todos as ilhas acima mencionadas estavam sob o controle de Carlos II de Inglaterra, Escócia, França e Irlanda. AS colônias foram mescladas e divididas através de diversas reorganizações da Coroa, na região do Caribe, até 19/12/1980, data em que Anguilla tornou-se um Território da Coroa Britânica em seu próprio direito. Carlos III é representado nestas jurisdições pelo(s):
- Governador de Anguilla, Andrew George;[27]
- Governador de Bermuda, Richard Gozney;[28]
- Governador das Ilhas Virgens Britânicas, David Pearey;[29]
- Governador das Ilhas Cayman, Stuart Jack;[30]
- Governador de Montserrat, Elizabeth Carriere;[31]
- e o Governador das Ilhas Turcas e Caicos, Pedro Beckingham.[32]

As Ilhas Malvinas, na costa sul da Argentina, foram simultaneamente reclamadas por Luís XV da França, em 1764, e por Jorge III do Reino Unido, em 1765, embora a colônia francesa tenha cedido para Carlos III da Espanha em 1767. Por 1833, no entanto, as ilhas estavam sob total controle Britânico. A Geórgia do Sul e Ilhas Sandwich do Sul foram descobertos pelo Capitão James Cook por Jorge III, em janeiro de 1775, e a partir de 1843, foram governadas pelo Conselho da Coroa Britânica através das Malvinas, um arranjo que ficou até a Geórgia do Sul e Ilhas Sandwich do Sul serem incorporadas como um distinto Território Britânico Ultramarino, em 1985. Carlos III é representado nestas regiões por Colin Roberts, que é tanto o Governador das Ilhas Malvinas e o Comissário para as Ilhas Geórgia do Sul e Sandwich do Sul.

## Leis de Sucessão
Antes de 28 de outubro de 2011, a ordem de sucessão nos Reinos da Commonwealth, bem como naqueles territórios americanos, sob a Coroa Britânica, era observadas a preferência masculina na primogenitura, pelo que a sucessão era para o filho mais velho, em seguida para a filha mais velha. No entanto, com a possível exceção do Canadá, na sequência de alterações legislativas para dar efeito ao Acordo de Perth, por sucessão da primogenitura absoluta para os nascidos a partir de 28 de outubro de 2011, a qual o filho mais velho herda o trono, independentemente do sexo. Como estes Estados a compartilhar pessoa do Monarca, todos os legislativos independentes tinham que alterar pelos processos legais em cada território. Os países sob as Coroas dinamarquesa e holandesa já aderem a primogenitura absoluta.

## Antigas Monarquias
A maioria das culturas pré-Colombianas das Américas desenvolveu e prosperou durante séculos sob sistemas de governo monárquico. Pelo tempo da chegada dos Europeus no continente no final da década do século XV e início do XVI. No entanto, muitas dessas civilizações cessaram suas funções, devido a várias causas, tanto natural quanto artificial. Aqueles que permaneceram até o fim do período foram eventualmente derrotados pelos agentes europeus. As administrações coloniais foram delegados aos vice-reis. Algumas dessas colônias foram, por sua vez, substituído por estados republicanos ou fundaram monarquias locais, em última análise, ultrapassando em toda a América as participações de alguns Monarcas Europeus; as Coroas que, uma vez realizaram ou reivindicaram territórios nas Américas incluem a espanhola, portuguesa, francesa, sueca e a russa, e até mesmo o Báltico Courland, o Sacra Coroa Romana, a Prússia e a norueguesa. As monarquias estabelecidas localmente foram-se também derrubadas por meio de revolução, deixando atualmente cinco pretendentes ao Trono Americanos.

### Monarquias Endêmica

#### Araucanía e Patagônia
O Reino de Araucanía e Patagônia foi de curta duração e a tentativa para estabelecer uma Monarquia Constitucional, fundada pelo advogado francês e aventureiro Orelie-Antoine de Tounens em 1860. Nominalmente, o "Reino" englobava a atual Argentina parte da Patagônia e um pequeno segmento do Chile, onde povos Mapuche estavam lutando para manter sua soberania contra o avanço das forças armadas do Chile e da Argentina. No entanto, Orélie-Antoine nunca exerceu a soberania sobre o território reivindicado, e seu controle, de facto, foi limitado a cerca de catorze meses e a um pequeno território em torno de uma cidade chamada Perquenco (na época, principalmente a Aldeia Mapuche), o que também foi declarada capital do seu Reino.
Orélie-Antoine sentiu que os povos indígenas seriam melhor servido em negociações com a que envolvesse um líder Europeu, e foi assim eleito por um grupo de loncos (chefes) Mapuches para ser seu Rei. Ele se esforçou para obter o reconhecimento internacional, e tentou envolver o governo francês, em seu projeto, mas estes esforços foi um infrutíferos: o cônsul francês concluiu que Tounens era louco, e Araucanía e Patagônia nunca foi reconhecida por nenhum país. Os Chilenos principalmente ignoraram Orélie-Antoine e seu Reino, pelo menos inicialmente, e simplesmente continuaram com a ocupação da Araucania, um processo histórico que concluiu, em 1883, com o Chile, controlando toda a região. No processo, Orélie-Antoine foi capturado em 1862, e preso em um asilo de loucos, no Chile. Depois de várias tentativas vãs para voltar para o seu Reino (atrapalhado pelas autoridades chilenas e argentinas), Tounens morreu sem um tostão em 1878 em Tourtoirac, França. O atual pretendente, o Príncipe Antoine IV, vive em França. O antigo pretendente, renunciou a suas pretensões para o Trono da Patagônia, apesar de alguns Mapuches continuar a reconhecer a Monarquia Araucana.

#### Asteca
O Império Asteca existia no centro da região mexicana c. 1325 e 1521, e foi formada a tríplice aliança dos tlatoque (o Nahuatl termo para "alto-falante", também traduzido em português como "Rei"), de três cidades-estados: Tlacopan, Texcoco, e a capital do Império, Tenochtitlan. Enquanto que a linhagem dos Reis de Tenochtitlan continuaram depois da cidade cair em mãos espanholas a 13 de agosto de 1521, ele era como fantoche do Rei de Espanha até a morte do último dinástica tlatoani, Luis de Santa Maria Nanacacipactzin, em 27 de dezembro de 1565.

#### Brasil
O Brasil foi criado como um Reino em 16 de dezembro de 1815, quando o Príncipe D. João, Príncipe do Brasil, que atuava como regente de sua mãe doente, a Rainha Dª. Maria I, elevou a colônia ao status de país constituinte do Reino Unido de Portugal, Brasil e Algarve. Enquanto a Corte Real, ainda baseada no Rio de Janeiro, D. João ascendeu como Rei do Reino Unido no ano seguinte, e voltou para Portugal em 1821, deixando o seu filho, D. Pedro de Alcântara, Príncipe Real do Reino Unido, como seu Regente no Reino do Brasil. Em setembro do ano seguinte, o Parlamento Português, ameaçou diminuir a autonomia do Brasil para que voltasse ao sua anterior condição de colônia, desmantelaram todas as Agências Reais no Rio de Janeiro, e exigiu que Dom Pedro de Alcântara voltasse para Lisboa. O Príncipe, porém, temendo que estes movimentos, desencadeasse movimentos separatistas se recusou a cumprir; em vez disso, a insistência de seu pai, ele Declarou o Brasil uma Nação Independente em 7 de setembro de 1822, levando à formação do Império do Brasil, uma Monarquia Constitucional. D. Pedro tornou-se o primeiro Imperador do Brasil em 12 de outubro de 1822, com o título de D. Pedro I (data em que foi formalmente oferecido o Trono do recém-criado Império, ao aceitar, e foi aclamado como Monarca), e sua coroação teve lugar no dia 1 de dezembro de 1822, Depois de D. Pedro abdicar do trono em 7 de abril de 1831, o Império Brasileiro desfrutou apenas de um monarca: D. Pedro II, que reinou durante 58 anos antes de um Golpe de Estado que derrubou a Monarquia em 15/11/1889. Há dois pretendentes para o extinto Trono Brasileiro: Luís Gastão de Orléans e Bragança, chefe da seção de Vassouras, ramo da Família Imperial Brasileira, e, de acordo com as reivindicações legitimistas, de jure, o Imperador do Brasil e D. Pedro Carlos de Orléans-Bragança, chefe da seção de Petrópolis, de outra linha da Família Imperial Brasileira, e herdeiro do trono Brasileiro, de acordo com monarquistas.
A constituição Brasileira de 1988, chamou para uma votação para determinar a forma e o sistema de governo do país. Após a redemocratização do Brasil, uma emenda da nova Constituição determinava a realização de um plebiscito para se decidir se o país deveria ter uma forma de governo republicana ou monarquista, e se o sistema de governo seria presidencialista ou parlamentarista. A Emenda Constitucional número 2, de 25 de agosto de 1992, alterou a data constitucionalmente prevista para o plebiscito, 7 de setembro de 1993, antecipando-o para o dia 21 de abril de 1993. A lei número 8.624, promulgada pelo presidente Itamar Franco em 4 de fevereiro de 1993, regulamentou a realização do plebiscito para ocorrer em 21 de abril de 1993. A maioria dos eleitores votou a favor do regime republicano e do sistema presidencialista, maneira pela qual o país havia sido governado desde a Proclamação da República 104 anos antes – com exceção de uma breve experiência parlamentar entre 1961 e 1963, que também havia sido derrotada num plebiscito. Apesar da veiculação de propaganda eleitoral gratuita nas emissoras de rádio e televisão, o comparecimento às urnas foi relativamente pequeno (74,3%), considerando que o voto é obrigatório no país.

#### Barbados
Entre 30 de novembro de 1966 e 30 de novembro de 2021, Barbados foi uma monarquia constitucional e, durante todo o período monárquico, teve a rainha Isabel II do Reino Unido como monarca. A soberana era representada pelo governador-geral.
Em 16 de setembro de 2020, o governo do país iniciou um período de transição que durou pouco mais de um ano para transformar a nação numa república. A decisão foi divulgada pela governadora geral, Sandra Mason. Segundo Mason, havia chegado a hora de Barbados se tornar autônoma, já que o país iria comemorar seu 55.º aniversário de independência em 30 de novembro de 2021

#### Haiti
Toda a ilha de Hispaniola foi o primeiro local que em 5 de dezembro de 1492, Cristóvão Colombo, pisou em nome da Rainha Isabel, e foi o primeiro Vice-Rei das Américas, além de ser criado um número de colônias por toda a Ilha. Com a posterior descoberta do México e do Peru muitos dos primeiros colonos da saíram para o continente americano, mas cerca de doze cidades e cem mil almas, mantiveram-se, principalmente, na parte Oriental da Ilha. Através do Tratado de Riswick em 1697, o Rei Luís XIV recebeu o terço ocidental da Ilha da Espanha como retribuição e formalizou a primeira liquidação pirata francesa em existência desde meados dos anos 1600, com a colônia administrada por um governador-geral, representando a coroa francesa, um arranjo que durou até a Revolução francesa, que derrubou a Monarquia da França, em 21 de setembro de 1792. Embora o governo francês mantivesse o controle sobre a região de Saint-Domingue, em 22/09/1804, Jean-Jacques Dessalines, que havia servido como Governador-Geral de Saint-Domingue, desde 30 de novembro de 1803, declarou-se como chefe de um órgão independente Império do Haiti, com a sua coroação como Imperador Jacques I a ter lugar no dia 6 de outubro daquele ano. Após seu assassinato, em 17 de outubro de 1806, o país foi dividido pela metade, a porção norte eventualmente, tornou-se o Reino do Haiti, em 28 de Março de 1811, com Henri Christophe instalado como Rei Henrique I. Quando o Rei Henrique cometeu suicídio em 8/10/1820, e de seu filho, Jacques-Victor Henrique, Príncipe Real do Haiti, foi assassinado por revolucionários dez dias depois, o reino foi dominado pelo sul, da República do Haiti, de que Faustin-Élie Soulouque eleito presidente em 2 de Março de 1847. Dois anos mais tarde, em 26 de agosto de 1849, o Haiti, Assembleia Nacional do Haiti, declarou o presidente como Imperador Faustin I, assim, restabelecer o Império do Haiti. Mas esta cena monárquica foi de curta duração, bem como, como uma revolução eclodiu no reino, em 1858, que resultou na abdicação de Faustin ao trono em 18/01/1859.

#### Inca
O Império Inca era espalhado por todo o norte da parte ocidental da América do Sul entre 1438 e 1533, governado por um monarca conhecidos, como o Sapa Inca, Sapa, ou Apu. A civilização Inca surgiu no Reino de Cusco, e se expandiu para se tornar o Ttahuantin-suyu, ou "Terra das Quatro Seções", cada um governado por um governador ou vice-rei chamado Apu-cuna, sob a liderança da central Sapa Inca. O Império Inca, eventualmente, caiu no domínio espanhol, em 1533, quando o último Sapa Inca do império, Atahualpa, foi capturado e executado em 29 de agosto. Os conquistadores instalado outros Sapa Inca, começando com o irmão de Atahualpa, Túpac Huallpa. Manco Inca Yupanqui, originalmente também um Imperador fantoche dos Incas instalado pelos espanhóis, que rebelou-se e fundaram a pequena independente Novo Estado Inca em Vilcabamba, e a linhagem continuou até a morte de Túpac Amaru , em 1572.

#### Maias

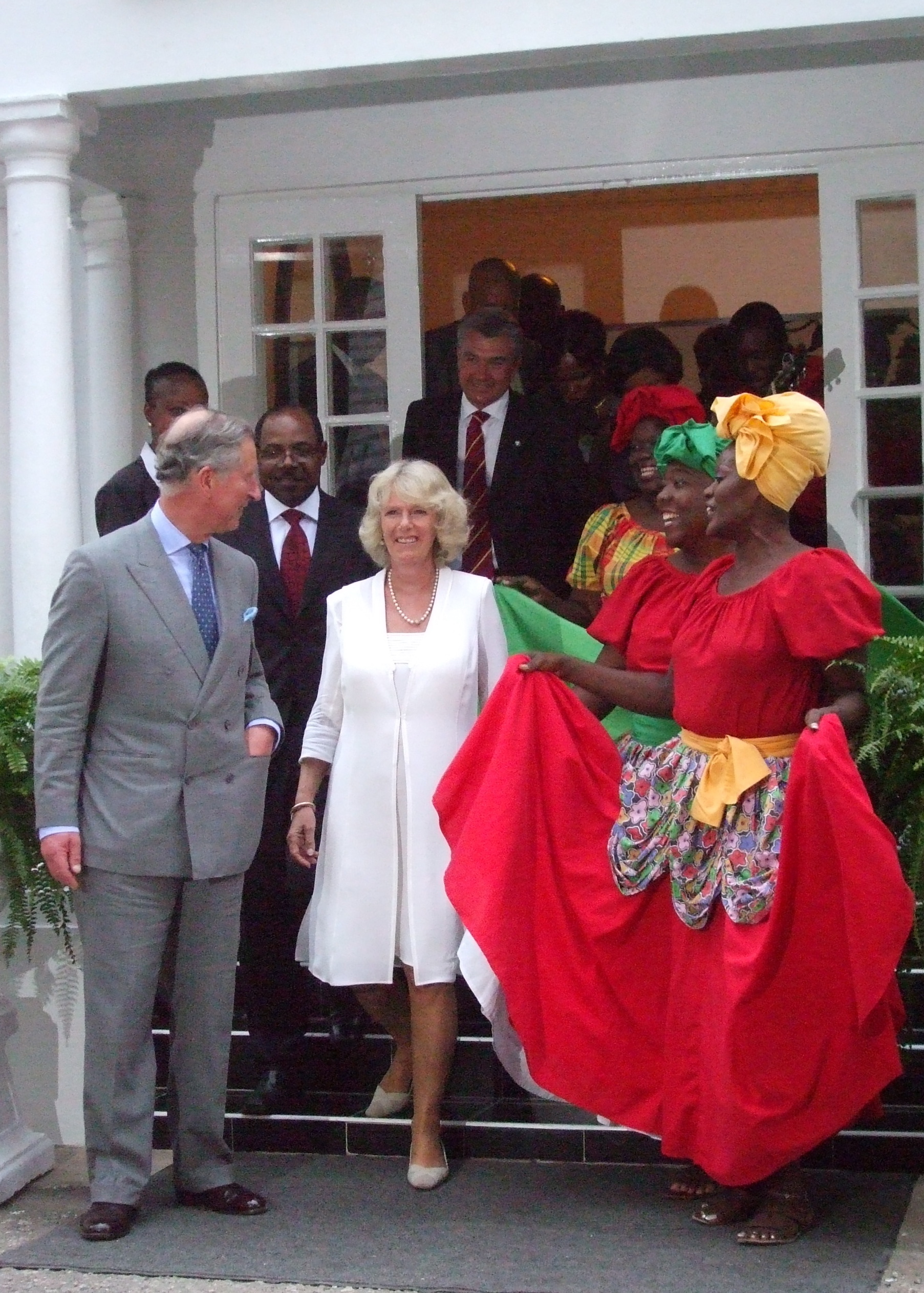
O Rei Carlos III ai

A Civilização Maia se localizava na Península de Yucatán e na porção do istmo da América do Norte, e a porção Norte da América Central (Guatemala e Honduras) foi formada de um número de ajawil, ajawlel, ou ajawlil– políticos hierárquicos dirigidos por um governante hereditário conhecido como um kuhul ajaw (os Maias termo que indica um líder soberano).[N 1] Apesar das constantes guerras e mudanças na potência regional, a maioria Reinos Maias mantiveram-se numa parte da paisagem da região, mesmo após a subordinação para hegemônicos governantes através de conquista ou a união dinástica. No entanto, a civilização Maia começou o seu declínio, nos séculos VIII e IX, e pelo tempo de chegada dos espanhóis, apenas alguns reinos ainda permaneciam, tais como Tayasal, Mam, Kaqchikel, e o K'iche' Reino de Q'umarkaj. Em 13 de Março de 1697, o último Rei Itza Maia foi derrotado em Tayasal pelas forças do Rei Filipe IV da Espanha.

#### México
Com a vitória dos Mexicanos sobre o exército imperial espanhol em 1821, o Vice-reinado da Nova Espanha, chegou ao fim. O recém independente Congresso Mexicano ainda desejava que o Rei Fernando VII, ou outro membro da Casa de Bourbon, concordasse a ser instalado como Imperador do México, formando assim um tipo de união pessoal com a Espanha. A Monarquia Espanhola, no entanto, recusou-se a reconhecer o novo Estado, e decretou que ele não permitiria que nenhum outro Europeu príncipe para assumisse o Trono do México. Assim, o mexicano Agustín de Iturbide foi coroado como Agostinho I em 19/05/1822, com um decreto oficial de confirmação, emitido dois dias após. Apenas alguns meses mais tarde, Agostinho I dissolveu o faccioso congresso, criando assim um furioso Antonio López de Santa Anna para montar um golpe de estado, o que levou à declaração de uma república, em 1/12/1822. A fim de acabar com a agitação, Agostinho abdicou, em 19/03/1823, e deixou o país, e a Monarquia Mexicana foi abolida. Depois de ouvir que a situação no México só tinha piorado desde sua renúncia, Iturbide retornou da Inglaterra, em 11/05/1824, mas foi detido após colocar o pé no México e, sem julgamento, foi executado.

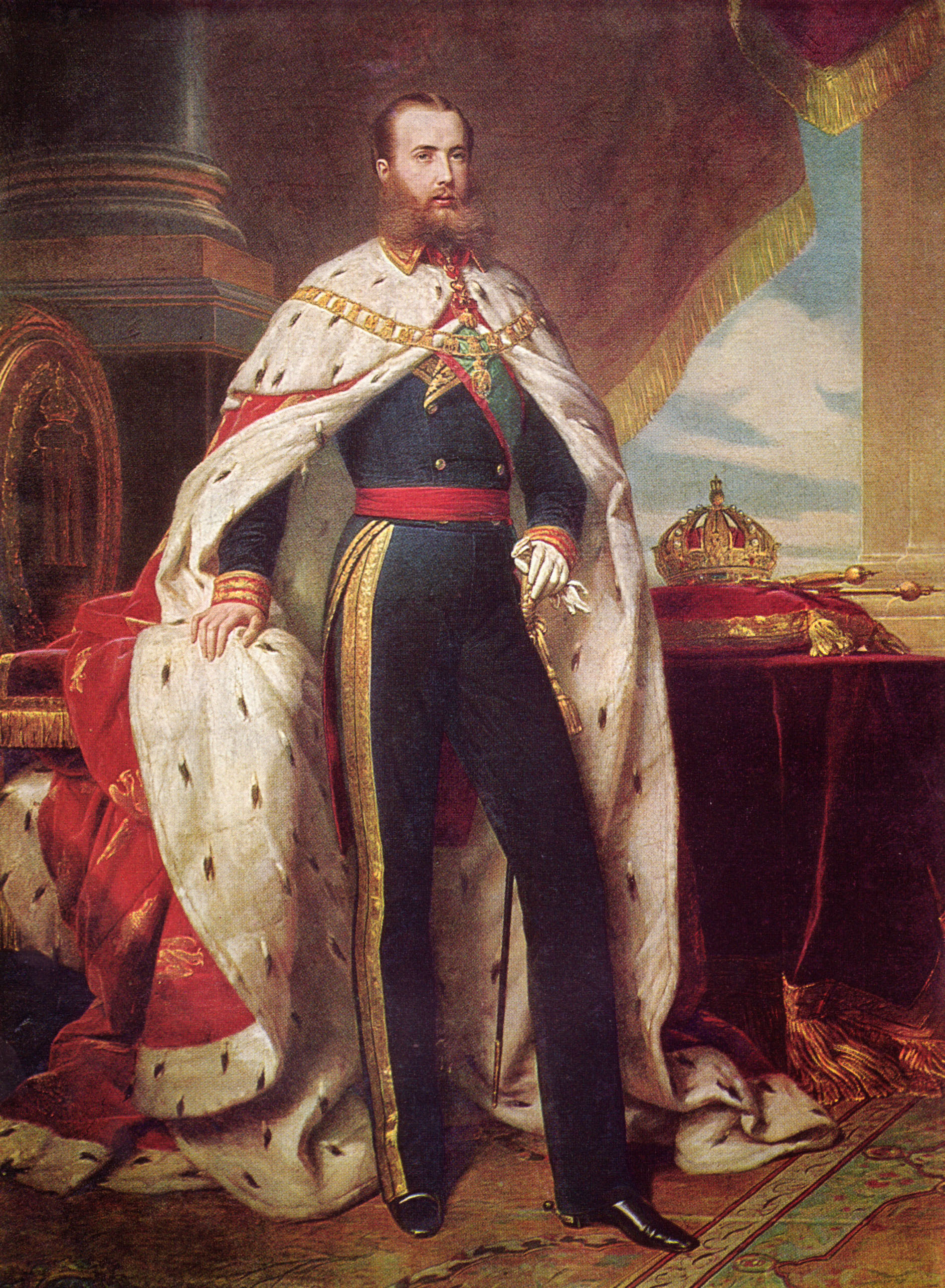
Retrato de Maximiliano I do México, por Franz Xaver Winterhalter

Benito Juárez, foi eleito Presidente do México, em 19/01/1858, suspendeu todos os pagamentos da dívida externa mexicana (salvo aqueles devidos aos EUA), levando a França, o Reino Unido e a Espanha para enviar uma unida força expedicionária, em Veracruz, em dezembro de 1861. Juárez, em seguida, liquidou as dívidas, depois das tropas britânicas e espanhola se retiraram, mas o Imperador Napoleão III de França usou a situação como pretexto para derrubar a república e instalar um monarca amigável para os interesses da França. Arquiduque Maximiliano, irmão do Imperador da Áustria, foi elevado como o Imperador Maximiliano I do México, assim, reestabeleceu a Monarquia Mexicana, mas o novo imperador, em última análise, não curvar-se aos desejos de Napoleão, liquidando a sua influência sobre o México. Independentemente, Maximiliano foi visto ainda como um fantoche francês, e um líder ilegítimo do país. Bem, no final da Guerra Civil Americana, as tropas dos EUA se instalaram na fronteira México-EUA como parte de uma planejada invasão, vendo o estabelecimento do Segundo Império Mexicano como uma violação em seus Doutrina Monroe. Apoiado pelos norte-Americanos, o ex-presidente Juárez mobilizou-se para retomar o poder, e derrotou Maximiliano em Querétaro em 15/05/1867. O Imperador compareceu perante um tribunal militar e foi condenado à morte e executado no Cerro de las Campanas, em 19 de junho de 1867.

#### Miskito
O povo Miskito da América Central eram governados pela autoridade de um monarca, mas o único que compartilhou o seu poder com um governador e um general. As origens da Monarquia são desconhecidos; no entanto, a sua soberania foi perdido quando o Rei Eduardo I da Nação Miskito ter assinado o Tratado de Amizade e Aliança com o Rei Jorge II do Reino Unido, colocando Reino Miskito sob a proteção Britânica e a sua lei. Na cessação da Guerra Revolucionária Americana, o Rei Jorge III do Reino Unido, através do Tratado de Paris, abandonou o controle das terras Miskito, embora a Grã-Bretanha continuou oficialmente como o protetorado sobre o reino para proteger os interesses Miskito contra as invasões espanhola. Após o interesse Britânico na região diminuir, Nicarágua dissolveu e ocupou o Reino Miskito, com o monarca, posteriormente, tornando-se conhecido como o Chefe Hereditário. Norton Cuthbert Clarence é o atual pretendente ao Reino Miskito e Chefe Hereditário da Nação Miskito.
Os Taínos foram uma civilização indígena espalhados pelas ilhas que hoje estão nas Bahamas, Antilhas, e o norte de pequenas Antilhas. Estas regiões foram divididas em Reinos (ilha de Hispaniola só foi segmentado em cinco reinos), que eram, em si, às vezes, subdividido em províncias. Cada reino era liderado por um cacique, ou "chefe", que foi aconselhado em seu exercício do poder real por um conselho de sacerdotes e curandeiros conhecido como bohiques. A linha de sucessão, no entanto, era matrilinear, em que se havia nenhum herdeiro homem para se tornar cacigue, o título passará ao filho mais velho, se o filho ou a filha, falecida irmã. Depois de lutar por séculos com o Karib, o Império Indígena finalmente sucumbiu à doença e genocídio trazido pelos colonizadores espanhóis.

### Monarquias Coloniais

#### Courland

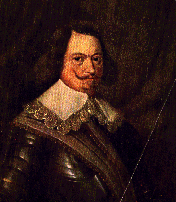
Jacob Kettler, Duque de Courland e Semigallia tentou estabelecer uma colônia nas Américas

Após um número de tentativas fracassadas de colonização Tobago, Duque de Jacob Kettler de Courland e Semigallia enviou mais um navio para a ilha, que aportou lá em 20/05/1654, transportando soldados e colonos, que nomeou a ilha de Nova Courland. Aproximadamente ao mesmo tempo, colônias holandesas foram estabelecidos em outros locais da ilha, e, eventualmente, superou as do Ducado de Courland em população. Quando o Duque foi capturado pelas forças suecas em 1658, colonos holandeses conquistaram as colônias de Courland, forçando o Governador a renunciar. Após o retorno do território para Courland através do Tratado de Oliwa, em 1660, uma série de tentativas foram feitas até o próximo Duque de Courland (Friedrich Casimiro Kettler) a recolonizar, mas estes reuniram-se com o fracasso, e ele vendeu Nova Courland em 1689.

#### França
Apos o Rei Fancisco I contratar Jacques Cartier para procurar a rota leste para a Ásia, a cidade de Port Royal foi fundada em 27/07/1605, onde hoje é Nova Scotia. A partir deste ponto o Império Colonial Francês na América só crescia, o que incluiu áreas de terras nos arredores dos Grandes Lagos e seguiu o curso do Rio Mississippi.Assim como ilhas no Caribe e no nordeste da América do Sul, o Vice-Reino de Nova França foi mais tarde transformado em Real Província da França em 1663 por Luís XIV. Algumas regiões foram perdidas para espanhóis ou ingleses através de guerras e tratados que eram possessões do Rei Francês até 21/09/1792 foram para os republicanos quando a monarquia foi abolida no mesmo dia. Após a Restauração da Monarquia a presença francesa na América colapsou com o Segundo Império Francês de Napoleão III em 1870.

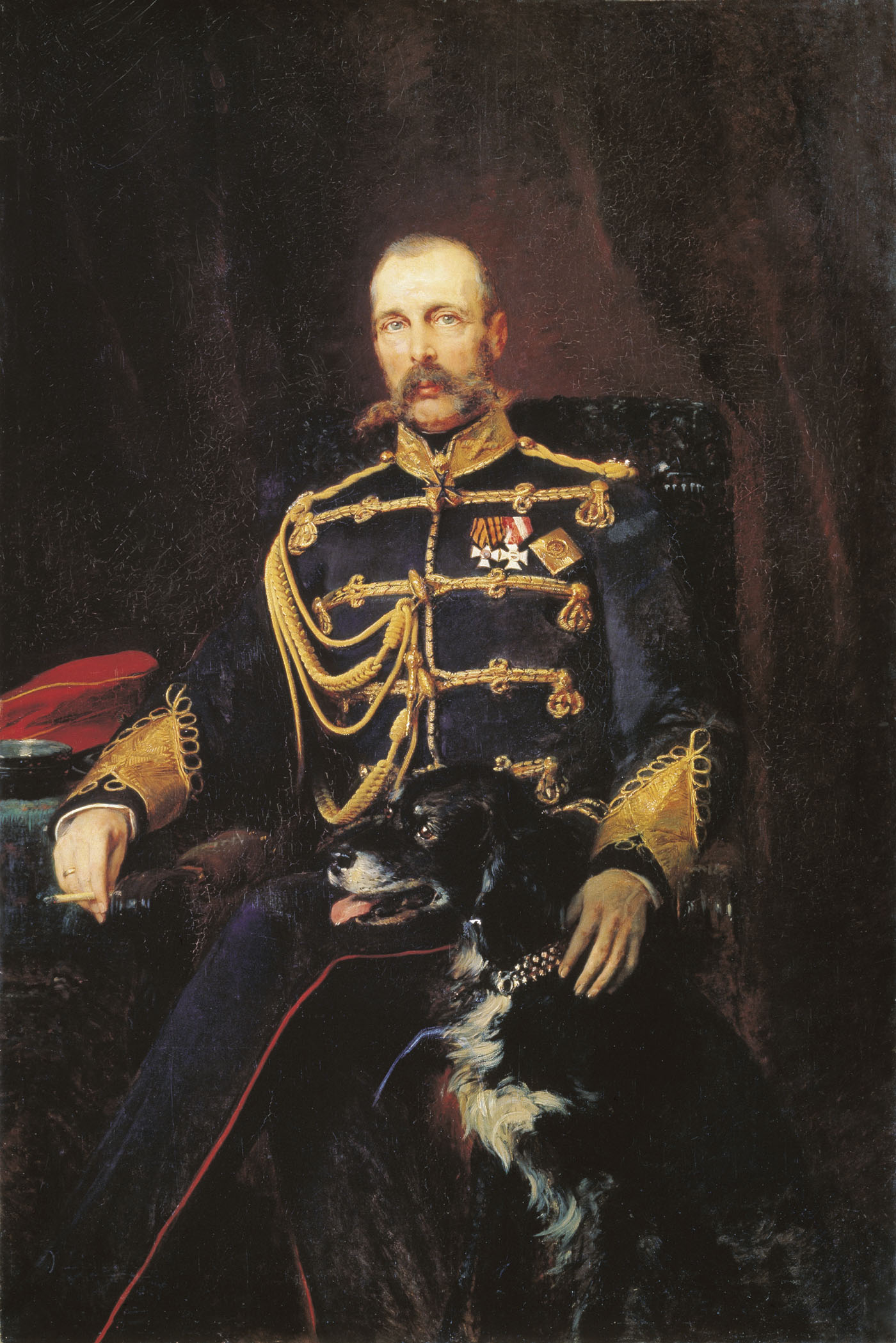
O czar Alexandre II, o Imperador da Rússia, que vendeu o Alasca para os Estados Unidos em 1867

#### Rússia
O primeiro assentamento permanente russo no que é hoje o estado do Alasca foi estabelecidos na década de 1790, formando o Alasca Russo, após o Czar Pedro I, fazer expedições através do Estreito de Bering, em 1725, com a região administrada pelo chefe da Companhia Russo-Americana como representante do Imperador. Outro posto russo, Fort Ross, foi criado em 1812, no que é agora a Califórnia. As colônias, no entanto, nunca foram rentável o suficiente para manter o interesse russo na área, com a população apenas chegaram a um máximo de 700. Fort Ross foi vendido em 1841, e em 1867, um acordo foi negociado pelo qual o Czar Alexandre II vendeu o seu território do Alasca para os Estados Unidos por US$7,200,000, e a transferência oficial ocorreu em 30 de outubro desse ano.

#### Portugal
O Reino Unido de Portugal, Brasil e Algarves surgiu na sequência da guerra de Portugal contra a França Napoleônica. O Príncipe Regente, o futuro Rei D. João VI, com a sua incapacitada mãe, a Rainha Dª. Maria I de Portugal e a Corte Real, transferiram-se para a sua brasileira, em novembro de 1807.
Com a derrota de Napoleão em 1815, houve apelos para o retorno do Monarca português a Lisboa, o Príncipe Regente gostava da vida no Rio de Janeiro, onde a monarquia era mais popular e onde ele tinha de mais liberdade, e foi assim, relutante em voltar para a Europa. No entanto, aqueles que defendiam o regresso da Corte para Lisboa, argumentou que o Brasil era apenas uma colônia e que não era certo para Portugal ser governada a partir de uma colônia. Por outro lado, o governante foi pressionado para elevar o Brasil a partir da posição de uma colônia, para que eles pudessem desfrutar de todo o estado de ser cidadãos do país-mãe. Nacionalistas brasileiros também apoiaram o movimento, pois é indicado que o Brasil deixaria de ser submisso aos interesses de Portugal, mas seria em igualdade de condições, dentro de uma Monarquia transatlântica.

#### Espanha
Início de 1492, com as viagens de Cristóvão Colombo sob a direção da Rainha Isabel I de Castela, a Coroa espanhola, acumulava uma grande Império Americano ao longo de três séculos, espalhando-se a partir do primeiro Caribe, à América Central, à maioria da América do Sul, o México, o que hoje é o Sudoeste dos Estados Unidos, e a costa do Pacífico da América do Norte até o Alasca. Estas regiões formaram a maioria do Vice-Reino da Nova Espanha, o Vice-Reino do Peru, o Vice-Reino do Rio da Prata, e o Vice-Reino de Nova Granada, em cada um dos quais o monarca espanhol foi representado por um vice-rei. No início do século XIX, no entanto, as posses da Espanha nas Américas começaram uma série de movimentos de independência, que culminou com a perda de todas as suas colônias no continente do norte a sul da América por volta de 1825. As colônias restantes de Cuba e Porto Rico foram ocupados pelos Estados Unidos durante Guerra hispano–Americana, terminando o domínio espanhol nas Américas por 1899.

#### Suécia
Por um período de tempo, os franceses cederam a soberania da ilha de São Bartolomeu aos suecos, mas ela acabou sendo devolvida. Saint Barthélemy (1785-1878) foi operado como um porto franco (porto livre). A cidade capital de Gustavia mantém seu nome sueco.

#### Taíno
Por um período de tempo em que os franceses cederam a soberania da ilha de Saint Barthélemy para os suecos, mas ela acabou sendo devolvido. Saint Barthélemy (1785-1878) foi utilizado como um porto franco (porto livre). A cidade capital de Gustavia mantém a sua sueco de nome.

### Monarquias autoproclamadas

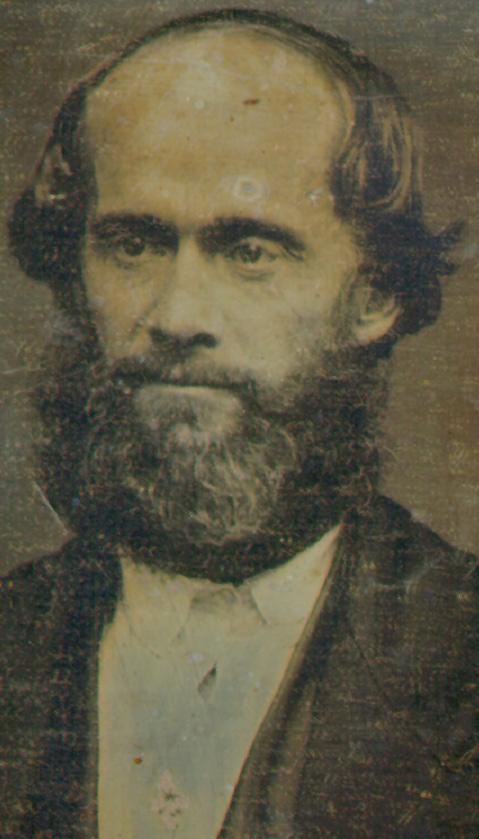
1856 daguerreótipo de James Strang

Estas entidades nunca foram reconhecidos de jure como governos legítimos, mas às vezes ainda assim exerceram um certo grau de controle local ou influência dentro de seus respectivos locais até a morte do "monarca":

#### James J. Strang
James Strang, seria o sucessor do Mórmon, de Joseph Smith, Jr., proclamou-se "rei" sobre a sua igreja, em 1850, que foi, em seguida, concentrado principalmente na Ilha Beaver no Lago Michigan. Em 8 de julho do mesmo ano, ele foi fisicamente coroado em uma elaborada cerimônia de coroação com a coroa, o cetro, o trono, o manto de arminho e peitoral. Embora ele nunca tenha alegado legalmente a soberania sobre a ilha Beaver ou qualquer outra entidade geográfica, Strang controlava (como um membro do Legislativo do Estado de Michigan) para ter seu "reino", constitui-se como um local separado do condado, onde seus seguidores seguiam, a sua palavra era lei. O Presidente dos EUA, Millard Fillmore, ordenou uma investigação sobre a colônia de Strang, o que resultou no julgamento de Strang em Detroit por a traição, fraude, falsificação e outros crimes, mas o júri considerou o "rei" inocente de todas as acusações. Strang, mais tarde, foi assassinado por dois seguidores descontentes em 1856, e o seu reino — juntamente com a sua "regalia real" — desapareceu.

#### Joshua Norton
Joshua Abraham Norton, um Inglês que emigrou para São Francisco, Califórnia, em 1849, proclamou-se "Imperador Desses Estados Unidos", em 1859, adicionando posteriormente o título de "Protetor do México". Embora nunca fosse reconhecido pelos EUA ou governos do México, foi tratado com um certo grau de deferência em São Francisco em si, incluindo reservados lugares em varanda (pelos quais ele nunca foi cobrado) nos teatros locais, e saudações por policiais que passassem por ele na rua. Especialmente a impressa moeda autorizado por Norton era aceita como moeda de curso legal dentro de várias empresas da cidade. Quando o Norton morreu em 1880, foi dado um magnífico funeral com a presença de mais de 30.000 pessoas.

#### James Harden-Hickey
James Harden-Hickey foi um autoproclamado Príncipe, que tentou estabelecer o chamado Principado de Trinidad em Ilhas Trindade e Martim Vaz no Oceano Atlântico Sul durante o final do século XIX. Embora inicialmente ganhou alguma atenção do jornal, mas reivindicações de Hickey foram ignoradas ou ridicularizadas por outras nações, e as ilhas foram ocupadas eventualmente por forças militares do Brasil próximo que permanecem lá para o dia atual.

#### Mateus Dowdy Shiell
Um autoproclamado monarca do chamado Reino de Redonda, uma ilha no Mar do Caribe. Se Shiell, na verdade, nunca reivindicou ser o rei desta ilhota está aberto para debate; no entanto, outros indivíduos, mais tarde, reivindicaram o título de "Rei de Redonda," sem ter, aparentemente, nunca estado fisicamente na própria ilha.

### Leitura complementar
- Central Intelligence Agency (11 de julho de 2006). «CIA — The World Factbook». The World Factbook. Consultado em 25 de novembro de 2008
- Central Intelligence Agency (18 de julho de 2006). «World Leaders». Líderes Mundiais. Consultado em 25 de novembro de 2008